# 萩原鉄也
萩原 鉄也（はぎわら てつや、1967年〈昭和42年〉2月24日 - ）は、日本の政治家。神奈川県伊勢原市長（1期）。元伊勢原市議会議員。

## 経歴
神奈川県伊勢原市に生まれる。伊勢原市立大田小学校、伊勢原市立伊勢原中学校、神奈川県立秦野高等学校卒業。神奈川歯科大学大学院歯学研究科修了。伊勢原市で歯科医院を開業する。伊勢原市議会議員を経て、2024年4月、任期満了に伴う9月の伊勢原市長選挙に無所属で立候補すると表明した。9月22日投開票の伊勢原市長選挙に自民党と立憲民主党、公明党総支部の推薦を受け、無所属で立候補し、飲食店経営者を破り、初当選した。